# Тигре (народ)
Тигре је назив за народ семитског порекла који претежно настањује Еритреју. Сродни су Тигрејцима и Беџама, њиховим околним народима. Укупно их има око 1,8 милиона, а мањим делом живе у Етиопији и Сомалији. Говоре тигре језиком који спада у семитску групу афроазијске породице језика, а сродан је арапском језику. Њиме се служи око 1,3 милиона људи.

## Историја
Народ Тигре настањује северне, западне и приобалне регионе Еритреје. По вероисповести су углавном сунитски муслимани (95%), а има и хришћана (5%), углавном су припадници Еритрејске оријентално-православне цркве.
Први Тигри који су прешли на ислам су настањивали подручје Црвеног мора у 7. веку, а равничарски Тигри су практиковали изворне религије све до 19. века.
Мањи, али значајнији број Еритрејаца тигрејског порекла живи на Блиском истоку, САД, Уједињеном Краљевству и Аустралији.

## Језик
Тигрињски језик припада семитској групи афроазијске породице језика, као и арапски и хебрејски језик. Сродан је древном језику гиз, који се говорио на подручју рога Африке. Око 80% припадника народа Тигре говори тигрињски, а преосталих 20% говори арапски језик. Претежно се говори у западном, северном делу Еритреје. Као мањински језик се говори још у Судану.